# Kościół w Kyndby
Kościół w Kyndby – luterańska świątynia w duńskiej gminie Jægerspris, w miejscowości Kyndby, na wyspie Zelandia. 

## Historia
Kościół pochodzi XII wieku. Zbudowany został w stylu romańskim, obecnie posiada elementy gotyckie. Freski na ścianach kościoła pochodzą z około 1175 roku, uważa się, że są one dziełem malarza ze wsi Jørlunde, znanego z malowideł w wielu innych kościołach w północno-zachodniej części Zelandii.

## Galeria

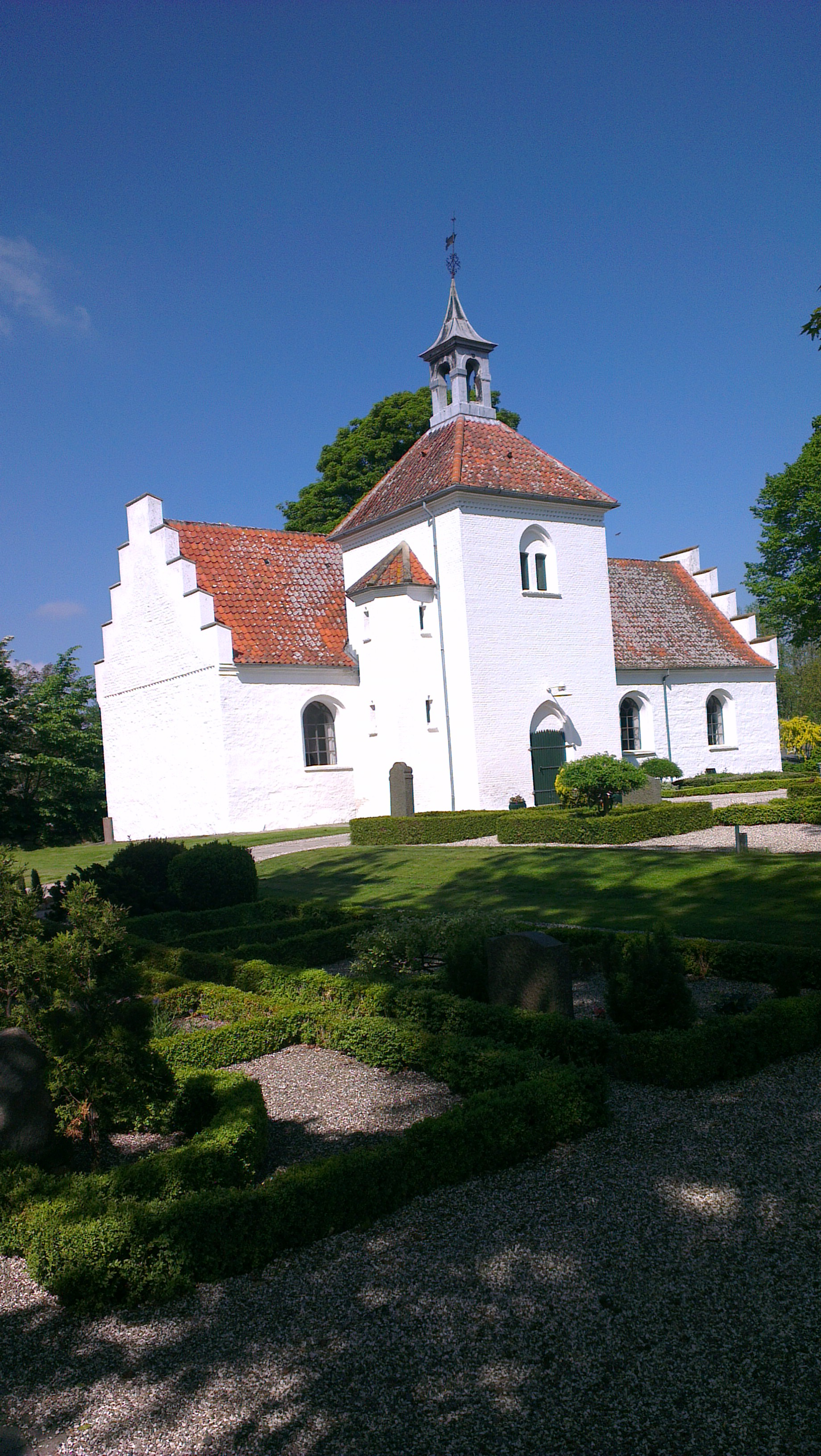
Widok na kościół z południowego zachodu
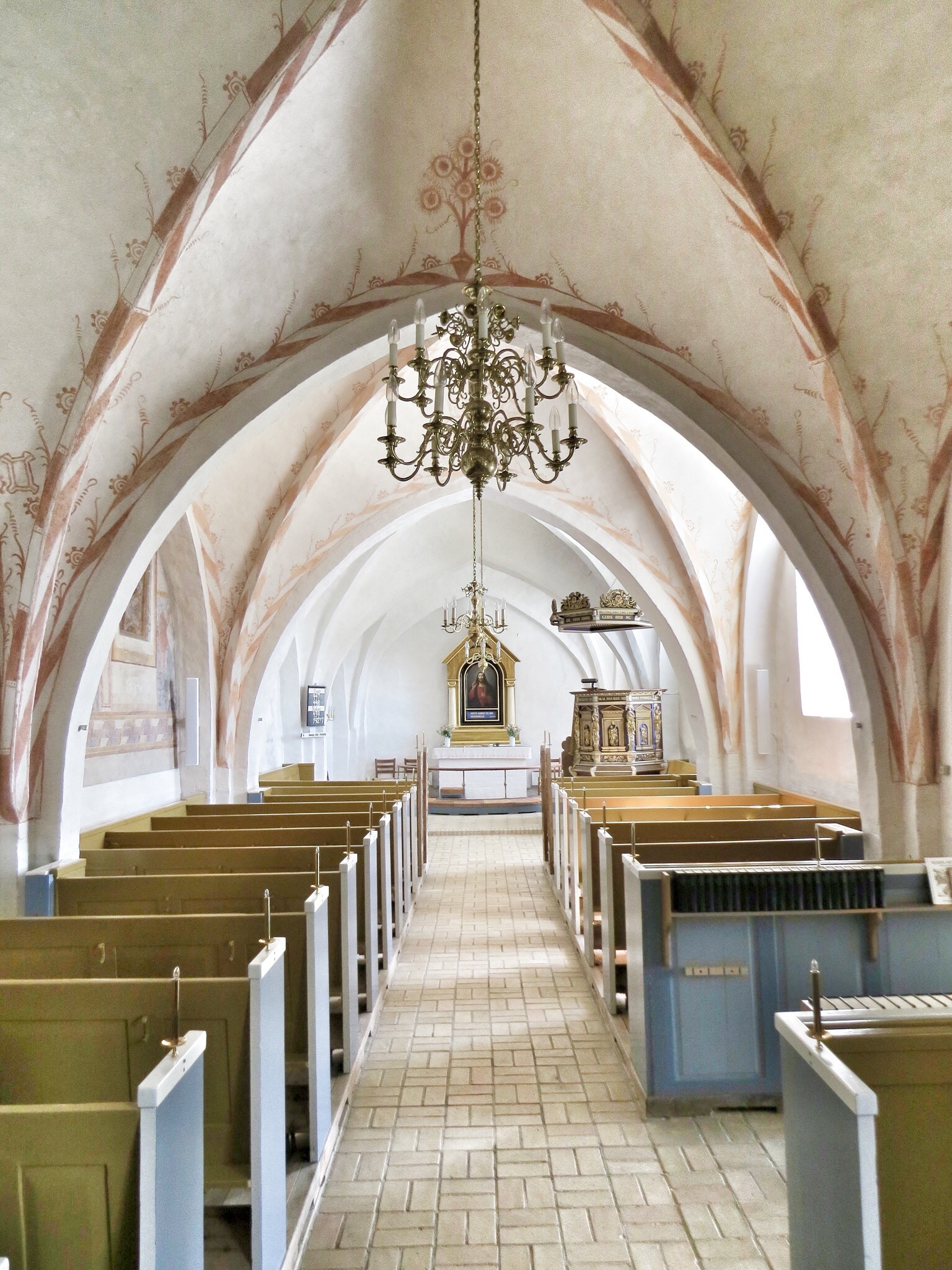
Wnętrze
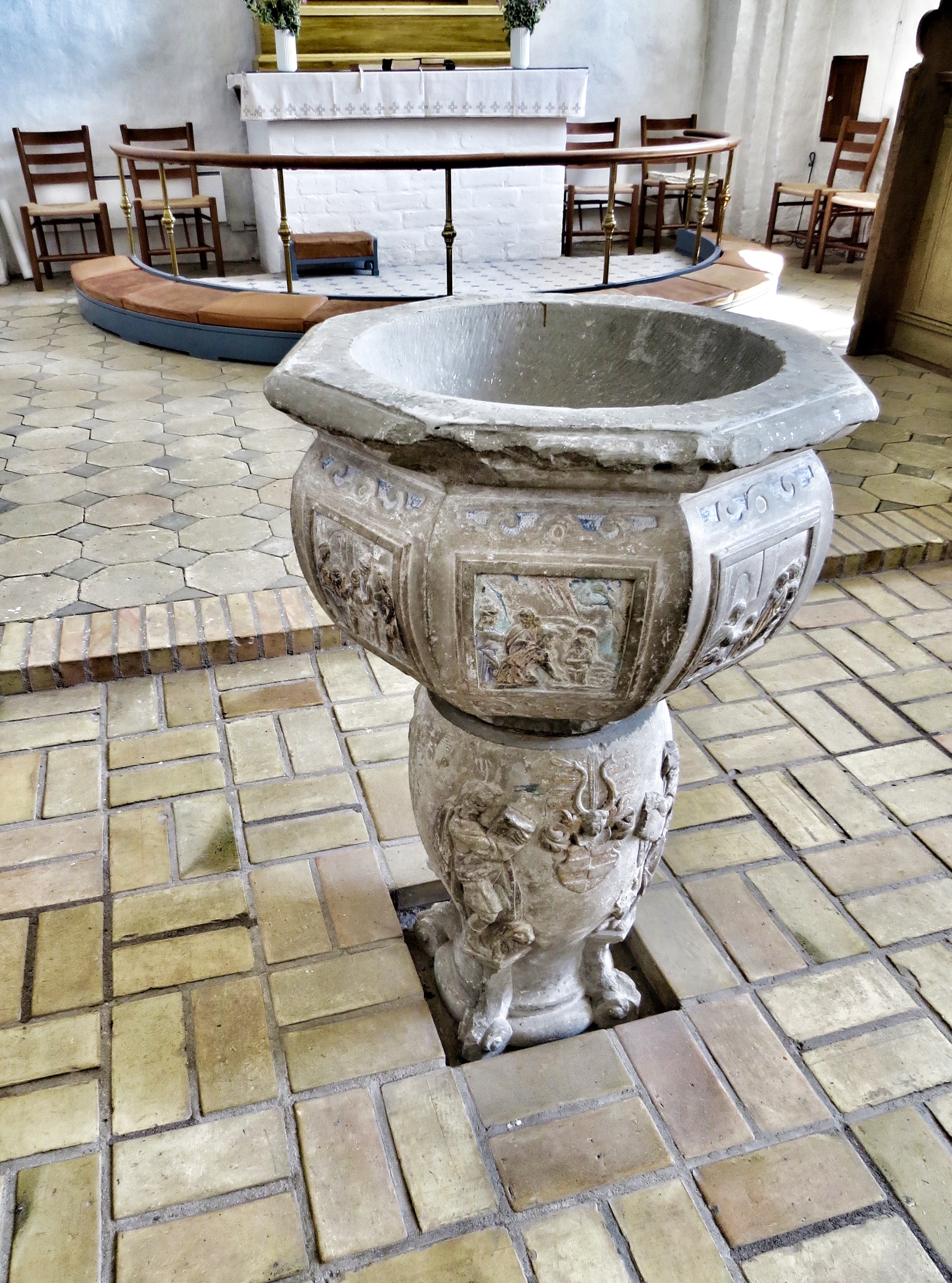
Ambona